# 柳炳宰的會客室
《柳炳宰的會客室》（韓語：짧아유）為Disney+於2025年8月25日起上線的原創韓國綜藝節目，由柳炳宰、柳奎善主持。節目將分為兩個部分：前 10 週為柳炳宰人氣單元「買這個幹嘛」的升級版「你買了什麼？！」，探討明星們的奇葩購物行為；第 11 至 20 週則轉為「笑不得訪談」，受訪者需要在荒謬提問中努力憋笑，唯一規則就是——笑就輸了！